# Jock Rutherford
Jock Rutherford (Northumberland, 12 ottobre 1884 – Londra, 21 aprile 1963) è stato un calciatore inglese, di ruolo centrocampista.

## Palmarès

### Club

#### Competizioni nazionali
- Campionato inglese: 3

Newcastle: 1904-1905, 1906-1907, 1908-1909
- Charity Shield: 1

Newcastle: 1909
- Coppa d'Inghilterra: 1

Newcastle: 1909-1910